# McLaren MP4-31
Chronologie des modèles (2016)
McLaren MP4-30 McLaren MCL32
La McLaren MP4-31 est la monoplace de Formule 1 engagée par l'écurie britannique McLaren Racing dans le cadre du championnat du monde de Formule 1 2016. Elle est pilotée par l'Espagnol Fernando Alonso, qui effectue sa deuxième saison consécutive chez McLaren, et par le Britannique Jenson Button, présent au sein de l'écurie de Woking pour la septième année. Les pilotes-essayeurs sont le Belge Stoffel Vandoorne, qui remplace Alonso, blessé, lors du Grand Prix de Bahreïn, et le Japonais Nobuharu Matsushita.
Conçue par les ingénieurs britanniques Tim Gloss, Neil Oatley et Peter Prodromou, la MP4-31 est présentée le 21 février 2016 sur Internet.

## Création de la monoplace

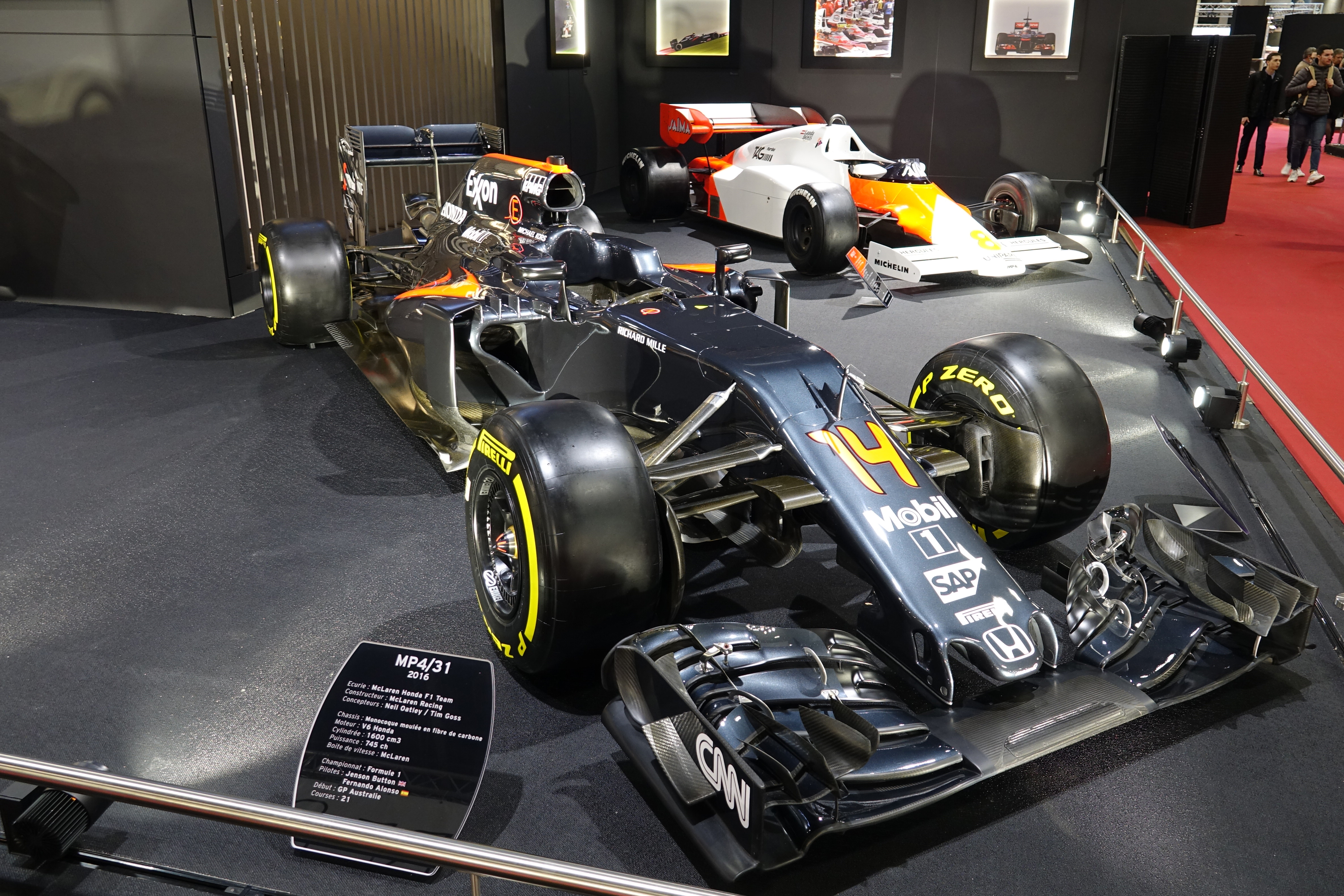
McLaren MP4-31 (2016)

Évolution de la moribonde McLaren MP4-30 de la saison passée, la MP4-31 se distingue par un nez légèrement creusé tandis que les piliers de l'aileron avant ont été allongés afin de canaliser le flux d'air de cette zone. Les pylônes de l'aileron avant comportent également une fente permettant de rediriger le flux d'air vers les déflecteurs. Au niveau des suspensions avant, les points d'attaches du bras arrière du triangle supérieur ont été abaissés afin de canaliser l'air en direction des pontons. La MP4-31 conserve un fond plat penché vers l'avant, ce qui rehausse l'arrière de la monoplace et augmente le volume et la puissance du diffuseur. Le capot moteur de la MP4-31 reste tout aussi mince, malgré l'augmentation de la taille du turbocompresseur afin d'améliorer la puissance du moteur Honda. Au niveau de l'arrière, le bras de suspension inférieur est attaché plus en avant sur la boîte de vitesses et est logé dans un carénage intégrant l'arbre de transmission, le but étant de gêner au minimum la circulation de l'air. Les panneaux latéraux de l'aileron arrière sont fendus de deux encoches, comme sur la Mercedes AMG F1 W07 Hybrid, d'une longe fente verticale sur la partie avant, ainsi que de quatre ouvertures sous le volet principal de l'aileron, afin d'égaliser la pression sur tout le panneau latéral. Enfin, le pilier vertical de l'aileron traverse le pot d'échappement pour se fixer sur le carénage de la boîte de vitesses, à l'instar de la Toro Rosso STR10 de 2014.
Ron Dennis, le patron de l'écurie, donne des objectifs prudents à cette nouvelle monoplace : « En abordant la deuxième année de la renaissance du partenariat McLaren-Honda, nous sommes tous unis derrière notre objectif. Ce but est de développer l'équipe vers notre ambition partagée : gagner. Nous ne ferons aucun pronostic sur le moment de cette victoire, mais je peux dire sans avoir peur d'être contredit que tous les membres de notre équipe ont travaillé avec un dévouement sans faille au cours des derniers mois. La conséquence en est que la trajectoire de développement de la MP4-31 s'est accélérée durant l'hiver, et je suis donc fier des efforts de notre équipe. Nous restons totalement déterminés dans nos objectifs, et nous maintenons notre volonté indéfectible d'avoir une équipe qui a le potentiel pour gagner. Croyez-moi : la puissance d'un constructeur automobile mondial est la seule plateforme qui permet de vraiment gagner dans la Formule 1 moderne. Chez McLaren-Honda, cependant, nous voulons travailler ensemble et gagner ensemble, et cette détermination s'est renforcée dans les défis que nous avons traversés l'an dernier ».

## Résultats en championnat du monde de Formule 1
| Saison | Écurie                       | Moteur               | Pneus   | Pilotes           | Courses | Courses | Courses | Courses | Courses | Courses | Courses | Courses | Courses | Courses | Courses | Courses | Courses | Courses | Courses | Courses | Courses | Courses | Courses | Courses | Courses | Points inscrits | Classement |
| Saison | Écurie                       | Moteur               | Pneus   | Pilotes           | 1       | 2       | 3       | 4       | 5       | 6       | 7       | 8       | 9       | 10      | 11      | 12      | 13      | 14      | 15      | 16      | 17      | 18      | 19      | 20      | 21      | Points inscrits | Classement |
| ------ | ---------------------------- | -------------------- | ------- | ----------------- | ------- | ------- | ------- | ------- | ------- | ------- | ------- | ------- | ------- | ------- | ------- | ------- | ------- | ------- | ------- | ------- | ------- | ------- | ------- | ------- | ------- | --------------- | ---------- |
| 2016   | McLaren Honda Formula 1 Team | Honda RA616H hybride | Pirelli |                   | AUS     | BAH     | CHI     | RUS     | ESP     | MON     | CAN     | EUR     | AUT     | GBR     | HON     | ALL     | BEL     | ITA     | SIN     | MAL     | JAP     | USA     | MEX     | BRÉ     | ABU     | 76              | 6e         |
| 2016   | McLaren Honda Formula 1 Team | Honda RA616H hybride | Pirelli | Fernando Alonso   | Abd     |         | 12e     | 6e      | Abd     | 5e      | 11e     | Abd     | 18e*    | 13e     | 7e      | 12e     | 7e      | 14e     | 7e      | 7e      | 16e     | 5e      | 13e     | 10e     | 10e     | 76              | 6e         |
| 2016   | McLaren Honda Formula 1 Team | Honda RA616H hybride | Pirelli | Jenson Button     | 14e     | Abd     | 13e     | 10e     | 9e      | 9e      | Abd     | 11e     | 6e      | 12e     | Abd     | 8e      | Abd     | 12e     | Abd     | 9e      | 18e     | 9e      | 12e     | 16e     | Abd     | 76              | 6e         |
| 2016   | McLaren Honda Formula 1 Team | Honda RA616H hybride | Pirelli | Stoffel Vandoorne |         | 10e     |         |         |         |         |         |         |         |         |         |         |         |         |         |         |         |         |         |         |         | 76              | 6e         |

Légende : ici
- * Le pilote n'a pas terminé la course mais est classé pour avoir parcouru plus de 90 % de la distance de course.